# جيافارمان السابع
كان جيافارمان السابع (باللغة الخميرية: ជ័យវរ្ម័នទី៧) ملك (حكم من 1181-1218) إمبراطورية الخمير الآن سيام ريب، في كمبوديا. وكان ابن الملك دهارانيندرافارمان الثاني (Dharanindravarman II) (حكم من 1150-1160) والملكة سري جياراجاكوداماني (Sri Jayarajacudamani). تزوج الملك جيافارمان من جياراجاديفي (Jayarajadevi) ثم تزوج من أختها إندراديفي (Indradevi) بعد موتها. ويُشاع إن المرأتين كان لهما عظيم الأثر عليه حيث ألهمتاه، لاسيما في تفانيه غير المسبوق لـالبوذية، وكان قد سبقه ملك بوذي واحد فحسب.

## فترة الطفولة
قضى جيافارمان على الأرجح سنواته الأولى بعيدًا عن عاصمة الخمير. وتعني «جيا» حرفيا «المنتصِر»، وتعني «فارمان» «المحارب».

## هزيمة التشام والتتويج
غزت جيوش التشام كمبوديا في عام 1177 ومرة أخرى في 1178. ففي عام 1178، شنت التشام هجومًا مُفاجئًا على عاصمة الخمير بأسطولٍ أبحر من نهر ميكونغ مارًا ببحيرة تونلي ساب وشمالاً إلى النهر في سيام ريب، وهو رافد تونلي ساب. نهب الغُزاة عاصمة الخمير ياسودهارابورا (Yasodharapura) وقتلوا الملك، كما أسروا راقصي الأبسارا. وفي عام 1178، احتل جيافارمان مكانة تاريخية حيث قاد جيشًا من الخمير ونجح في طرد الغُزاة. وفي هذه الأثناء ربما كان جيافارمان في الستينيات من عمره. وعاد إلى العاصمة، ليجدها تعاني من حالةٍ من الاضطرابات. فأنهى النزاعات بين الفصائل المتناحرة ثم تُوّج ملكًا في عام 1181. وفي بداية حكمه قَمع هجومًا آخر قام به التشام كما أخمد ثورة مملكة ماليانغ التابعة (باتامبانغ). وقد ساعدته كثيرًا المهارات العسكرية التي تمتع بها الأمير اللاجئ «سري فيدياناندا»، والذي لَعِب دورًا في سلب وغزو التشامبا لاحقًا في الفترة (1190–1191). وتوسع الملك جيافارمان لتمتد الخمير من وادي نهر ميكونغ شمالاً إلى الفينتاين وجنوبًا وصولاً لـمضيق كرا.

## الأعمال العامة والآثار

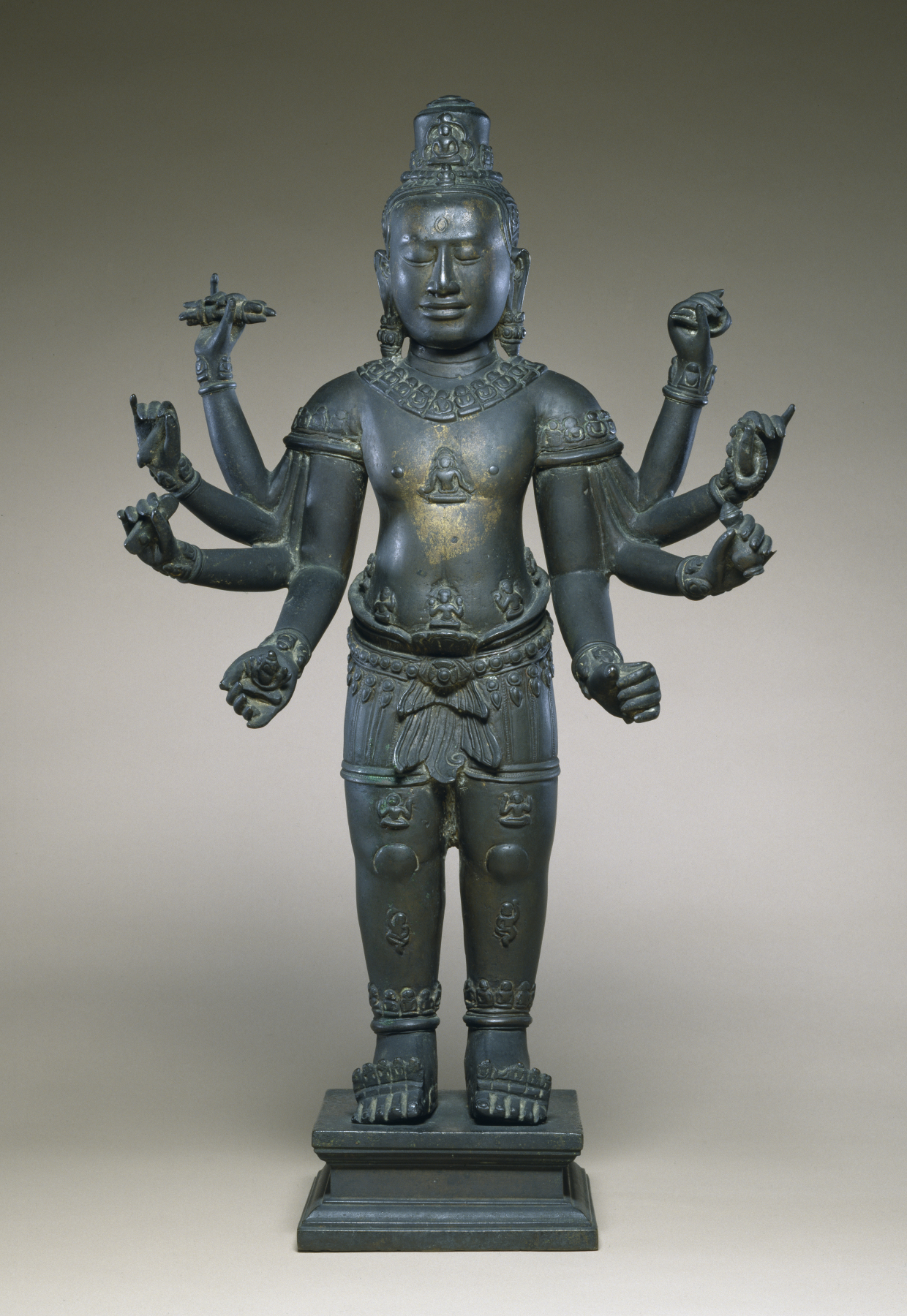
أرسل جيافارمان السابع نسخة برونزية من التماثيل الحجرية المنحوتة له إلى مختلف أنحاء مملكته من مجمل ثلاث وعشرين نسخة وكان ذلك في عام 1191. متحف فنون الوالترز

تولّى جيافارمان على مدى سنوات حكمه التي وصلت إلى ثلاثين عامًا برنامجًا ضخمًا للتعمير تضمن كلاً من الأعمال العامة والآثار. وكان هدفه المُعلن كبوذي من طائفة ماهايانا هو التخفيف من معاناة شعبه. وتوضح لنا كتابة حفرية ذلك قائلةً «عانى جيافارمان من أمراض أفراد رعيته أكثر مما عانى من أمراضٍ أصابته هو، وكان ما يشعر به الآخرون من آلام في أجسادهم أمر يؤرقه روحيًا.» ويُقرأ هذا في ضوء الحقيقة التي لا يمكن إنكارها والتي تقول بأن كل تلك الآثار المُشيدة لا بد وأنها احتاجت لآلاف من العمال لبنائها، وأن حكم جيافارمان تميز بمركزية الدولة وتحويل مسارات الشعب إلى مراكز سكانية أكبر مما كانت عليه قبلاً.
وقد تعرف المؤرخون على ثلاث مراحل من برنامج جيافارمان البنائي. ففي المرحلة الأولى اهتم ببناء المنشآت النافعة، مثل: المستشفيات والاستراحات الممتدة على الطرق والخزانات. ثم بنى معبدين لتكريم والديه: أحدهما لأمه وهو معبد تا بروهم والآخر بريه خان تشريفًا لأبيه. وأخيرًا بنى لنفسه «معبد الجبل» في بايون وقام بتنمية مدينة أنغكور توم التي تحيط به. كما بنى معبد نيك بين وهو أحد أصغر المعابد ولكن أكثرها روعة بين مباني أنغكور، وفسقية مُحاطة بأربع بِركاتٍ على جزيرة مُنشأة على تلك البحيرة الصناعية.
ك

### تا بروهم
أهدى جيافارمان تا بروهم («سلف براهما» أو «عين براهما») إلى أمه في عام 1186. ويُشير نقش حجري إلى أن ذلك المعبد العظيم تكلّف للإبقاء على حالته 80,000 شخصًا من بينهم ثمانية عشر كاهنًا أكبر و615 راقصة. وتم تصوير الجزء الأول من فيلم لارا كروفت (Lara Croft) في «تا بروهم» كما لُقطت بعض مشاهد فيلم «طروادة» (Troy) في المعبد.
كان جيافارمان السابع ملكًا عظيمًا وكريمًا من ملوك كمبوديا. فقد بنى 102 مستشفى لعلاج رعاياه. ووفقًا لنقش بريه خان الحجري ونقش آخر في معبد تا بروهم، كان له زوجتان وأربعة أولاد.

### أنغكور توم وبايون
كانت أنغكور توم («جراند أنغكور» أو «أنغكور أوف دام (ما)») مركزًا جديدًا للمدينة، وكانت تُسمى حينها «اندراباتها». وتقف في مركز المدينة الجديدة أحد أعظم إنجازات جيافارمان وهو المعبد الذي يُطلق عليه الآن اسم بايون، وهو معبد متعدد الأبراج يمزج بين صور مقدسة من الهندوسية والبوذية. ويظهر على الحائط الخارجي للمعبد نحت غائر مدهش لا يعكس حرب الجيش الخميري فحسب، بل ويعكس الحياة اليومية له ولتابعيه. وتعرض هذه النقوش تخييم التابعين والحركة مع الحيوانات وعربات تجرها الثيران وتعرض صيادين ونساء يطبخن وأخريات تاجرات يبعن للتجار الصينيين، كما تُظهر الاستعراضات التي كان يقوم بها الجنود المشاة. وتُصور النقوش معركة بحرية على البحيرة العظيمة تونلي ساب.

## التسلسل الزمني
ويزخر السجل التاريخي بمزيجٍ من النصوص التي تتميز بالدقة الشديدة (فنحن نعرف التاريخ الدقيق الذي تم فيه تقديس المعبد) ونصوص أخرى أكثر غموضًا ودلائل من علم الآثار. وعلى الرغم من ذلك يقف تحديد عدد من التواريخ التي تُشير إلى حياة جيافارمان وحكمه موقف التخمين والاستدلال. ومن المعروف أن الملك سريافارمان (درع الشمس) الثاني -الذي بنى معبد أنغكور وات العظيم- مات في وقتٍ ما خلال أوائل خمسينيات القرن الثاني عشر. وقد خلفه ياشوفارمان الثاني في الحكم، والذي أسقطته «تريبوفانديتبافارمان» (امرأة الثلاث شموس) باعتباره استولى على الحكم بشكل غير شرعي. وهناك القليل ممن يتبنون وجهة النظر التي تقول بأن سيرة جيافارمان الحالية إنما هي سيرة خيالية، وأن هناك من الأدلة ما يثبت أنه هو من استولى على العرش بطريقة غير شرعية. تاريخ واحد هو من اتفق الجميع حوله وهو عام 1177 حين استولى التشامس على مدينة ياشوضارابورا، وقد تعرض التشامس إلى غزواتٍ عديدة من الخمير. وعلى الرغم من ذلك، فقد ارتاب «مايكل فيكري» (Michael Vickery) هذا التاريخ -ليس الحدث تحديدًا- باعتبار أن المصادر الصينية لهذه الفترة لا يمكن الوثوق بها. وقد لُقِب ملك من التشام بلقب الجيا-إندرافارمان. أصبح جيافارمان السابع ملكًا في عام 1181 بعد قيادة قوات الخمير وإلحاق الهزيمة بالتشام.
مات جيافارمان عام 1215 تقريبًا، عن عمرٍ فيما بين 85 إلى 90 عامًا. وقد اعتلى العرش من بعده إندرافارمان ولا يوجد هناك ما هو مكتوب عنه إلا القليل جدًا. يوجد نقش حجري واحد عنه يقول بأنه مات في عام 1243. وكانت قلة المدح والثناء عليه هي ما دفعت دافيد بي، كاندلر (David P. Chandler) في مقالة هامة إلى التكهن بأن إندرافارمان هو الملك المجذوم في الأساطير الكمبودية وسجلات أخرى. وخلّف إندرافارمان في الحكم جيافارمان الثامن وهو -كما يُعتَقَد- قام بدعم الثورة الهندوسية. وهناك بالتأكيد أدلة تُشَوه أعمال جيافارمان الثامن. كانت هناك مشكات تمتد أعلى الحائط حول المدينة والتي كانت تحمل صورًا لبوذا، ولكن أُزيل معظمها. وقد عثر المنقبون عن الآثار على تمثال لجيافارمان الثامن وكان كما يبدو تم إلقاؤه في البئر. وتم عمل صور لبوذا مرة أخرى في بريه خان ليشبه البراهمي. ولما أصبحت كمبوديا أخيرًا بلدًا بوذية، اعتنقت البوذية الثيرافادية وليست البوذية الماهايانية كما فعل جيافارمان السابع.

## التفسير
ولا يُمكن قراءة تاريخ إمبراطورية الخمير بالطريقة التي تُتبع في القراءة عن مملكات أوروبا أو وراثتها أو قومية الدولة. لم يُشترط تولي أولاد ملك الخمير العرش بعد والدهم فقد كان لجيافارمان عدة أولاد، مثل: سورياكومارا وفيراكومارا، وكانوا ولاة عهد (وعادةً ما تترجم اللاحقة كومارا بـ«ولي العهد») ولم يرث أحد منهم عرش أبيهم، ماعدا إندرافارمان الثاني.
ولا يزال جيافارمان السابع حتى يومنا هذا رمزًا مبجلاً للفخر القومي للكمبوديين. ويضمن له كونه ملكًا بوذيًا في بلد بوذية الاحترام الشديد. بنى جيافارمان وأصلح العديد من «مراكز الإطفاء» في إمبراطوريته، والتي كانت تعتبر كأماكن لاستراحة المسافرين كما بنى عدة مبان يُطلق عليها «مستشفيات» في الترجمة. وهذا يعزى إلى أسطورة البوذاراجا، الملك البوذي، الذي تَرفّق على شعبه أثناء الحكم. وتُدعم هذه النظرة لجيافارمان وفترة حكمه ببعض المنحوتات الجميلة له أثناء تأملها.

## وصلات خارجية
- History of Jayavarman VII
- Article: Are Ancient Goddesses Actually 12th Century Khmer Queens?